# Ooencyrtus uniformis
Ooencyrtus uniformis är en stekelart som beskrevs av Zhang, Li och Huang 2005. Ooencyrtus uniformis ingår i släktet Ooencyrtus och familjen sköldlussteklar. Inga underarter finns listade i Catalogue of Life.